# Junk -record of the last hero-
Junk -record of the last hero- est un manga de Kia Asamiya (Silent Möbius) et raconte l'histoire de Hiro, un jeune homme qui s'enferme chez lui depuis plusieurs mois et qui reçoit, à la suite d'un tirage au sort organisé sur internet, une sorte « d'armure électronique » qui, quand il la porte, le rend extrêmement fort; l'équivalent d'un vrai super héros.
Mais un grand pouvoir entraîne de grandes responsabilités: le Junk noir va-t-il devenir un ange ou un démon? Le Junk blanc qui n'est autre que le sosie d'une grande star, la chanteuse de J-pop Manami Hiiragi, dont le jeune homme est fan, pourra peut-être l'aider dans sa quête.
À ce jour, 7 tomes sont disponibles au Japon et 6 en France.
Il a été prépublié dans Champion Red, depuis le numéro du 19 janvier 2004 (numéro dit de « Mars » ).
Il est publié en français aux éditions Asuka.